# Kadscharen

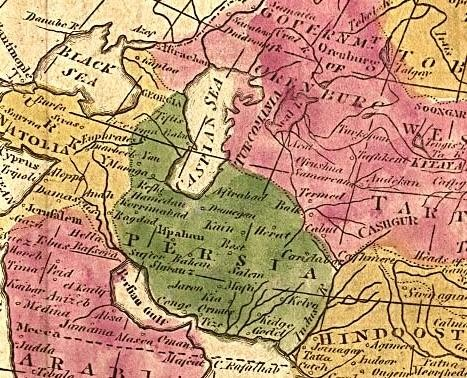
Persien im Jahre 1808

Die Kadscharen oder Qadscharen (persisch قاجاریان, DMG Qāǧārīyān, abgeleitet von Qāǧār, ‚Kadschar‘; weitere Schreibweisen Qadjaren, Ghadscharen und Kadjaren) waren eine Dynastie in Persien (1779–1925). Die turkmenischstämmige Familie, die sich auf den Mongolen-Herrscher Hülegü zurückführte, war nach der Ermordung des letzten Zand-Herrschers Lotf Ali Khan (1794) in Persien alleinherrschend. Die Kadscharen gehörten zu den sieben turkmenischen Stämmen, die während des Aufstiegs der Safawiden als Kizilbasch bekannt wurden.

## Ursprung der Dynastie
Die Herrscher der Kadscharen waren Mitglieder des Oghusenstammes Bayat. Sie siedelten während der Herrschaft der Mongolen über Persien zuerst in der Gegend um Armenien. Die Safawiden überließen die Verwaltung des Gebietes Arrān (heutige Republik Aserbaidschan) den örtlichen oghusischen Khanen, so dass 1554 die Stadt Gandscha von Schahverdi Soltan Ziyadoglu Qadschar im Namen der Safawiden regiert wurde.
Die Kadscharen erfüllten für die Safawiden im 16. und 17. Jahrhundert die Aufgaben von Botschaftern und Verwaltern. Schah Abbas I. ließ die Kadscharen überall in Persien siedeln. Eine große Anzahl ließ sich in Nordiran um die Stadt Astarabad nieder; diese Gruppe sollte später zu Macht gelangen. Schah Qoli Khan Qadschar Qavānlū aus Gəncə heiratete in die Qavānlū-Familie von Astarabad. Sein Sohn Fath Ali Khan Qadschar (zwischen 1685 und 1693 geboren) war ein fähiger Befehlshaber zur Zeit der Herrschaft von Sultan Hosein und Tahmasp II. Er wurde auf Befehl Nadir Schahs 1726 ermordet. Sein Sohn Mohammad Hasan Khan Kadschar wurde später auf Geheiß von Karim Khan-e Zand hingerichtet.

## Der Weg zur Macht
„Wie nahezu jede Dynastie in Persien seit dem 11. Jahrhundert kamen auch die Kadscharen mit Hilfe türkischstämmiger Volksgruppen an die Macht. Die eigentliche Regierungsarbeit überließ man gebildeten Persern.“ Nach der Ermordung Lotf Ali Khans, des letzten persischen Herrschers der Zand-Dynastie, im Jahre 1794 durch Aga Mohammed Khan, den damaligen Anführer der Kadscharen, begann dieser einen innerpersischen Eroberungsfeldzug, an dessen Ende ein Staat stehen sollte, der die Grenzen des heutigen Iran umfasste. Aga Mohammed Khan ist, selbst an den Maßstäben des 18. Jahrhunderts gemessen,  als einer der grausamsten Herrscher in die Geschichte Persiens eingegangen.
Nach 15 Jahren Krieg hatte Aga Mohammed Khan nahezu alle seine Konkurrenten um den persischen Thron umgebracht, einschließlich Lotf Ali Khan, des letzten Herrschers der Zand-Dynastie. Seine Hauptstadt errichtete er in Teheran, das damals nur ein kleines Dorf in der Nähe des weit älteren und berühmteren Rey war. 1796 erklärte sich Aga Mohammed Khan zum Schah von Persien. In einer Zeit, in der in Europa die Französische Revolution das Ende der absolutistischen Monarchie einläutete, hatte in Persien ein despotischer Herrscher die Macht übernommen und damit eine absolutistisch regierende, türkischstämmige Dynastie etabliert, die erst 1925 wieder durch eine persische Dynastie, die Pahlavis, abgelöst wurde.
Aga Mohammed Khan konnte sich nicht lange an seiner Königswürde erfreuen. Bereits ein Jahr später, im Jahre 1797, wurde er von einem Diener, den er tags zuvor zum Tode verurteilt hatte, umgebracht.

## Dynastie der Kadscharen
- Aga Mohammed, * 1742; Regierungszeit 1796 bis 1797 (ermordet)
- Fath Ali, 1797 bis 1834
 Sein Kronprinz war Abbás Mirzá; ließ 1801 seinen Kanzler Hajj Ibrahim Khan Kalantar exekutieren. Er förderte die Künste; im Konflikt mit Russland schloss er ein Bündnis mit Napoleon, verlor aber im dritten Russisch-Persischen Krieg große Gebiete im Kaukasus.
- Mohammed Schah, 1834 bis 1848
 Kam mit britischer Hilfe auf den Thron; ließ 1835 seinen Premierminister Qaem mit einem Teppich erwürgen.
- Nāser ad-Din Schāh, 1848 bis 1896 (erschossen)
 Er führte als erster Schah Auslandsreisen nach Europa durch, unter anderem zu Kaiser Wilhelm II. in Berlin; ließ 1852 seinen Premierminister Amir Kabir ermorden.
- Muzaffaraddin Schah, * 1853; Regierungszeit 1896 bis Januar 1907. 
War zwar schwächer und unfähiger, jedoch reformfreudiger als sein Vorgänger. Er unterschrieb noch auf dem Sterbebett unter dem Druck der Konstitutionellen Revolution die Verfassung (Dezember 1906). Diese bildete bis zur islamischen Revolution (1979) das Kernstück der iranischen Verfassung. Damit wurde die absolute durch eine konstitutionelle Monarchie ersetzt. Durch Auslandsreisen und Extravaganz seiner Höflinge wurde eine hohe Kreditaufnahme im Westen notwendig, die im Rückblick als der Beginn der Abhängigkeit vom Westen bezeichnet werden kann.
- Mohammed Ali Schah, (1872–1925); Regierungszeit 1907 bis 1909, Sohn von Muzaffaraddin Schah. 
Der vom Schah 1908 veranlasste Staatsstreich führte zur Auflösung des Parlaments. Die Führer der nationalistischen Bewegung ließ er verhaften oder hinrichten. Die Freiheitskämpfer der Konstitutionellen Revolution zwangen den Schah zur Flucht nach Russland.
- Ahmad Schah (1897–1930); Regierungszeit 1909 bis 1925, Sohn von Mohammed Ali Schah. 
 Da er zum Zeitpunkt seiner Krönung erst 12 Jahre alt war, wurde Adudu´l-mulk als Regent eingesetzt; nach dessen Tod im Dezember 1910 übernahm der gemäßigtere Nasir-ul-Mulk dieses Amt. Ahmad-Mirza Schah wurde 1923 als letzter Kadschar von Reza Khan (Reza Schah Pahlavi) dazu überredet, abzudanken und Iran zu verlassen. 1925 erfolgte die formelle Absetzung der Kadscharen und Errichtung der neuen Dynastie der Pahlavi.

## Verlorene Kriege und Machtverlust

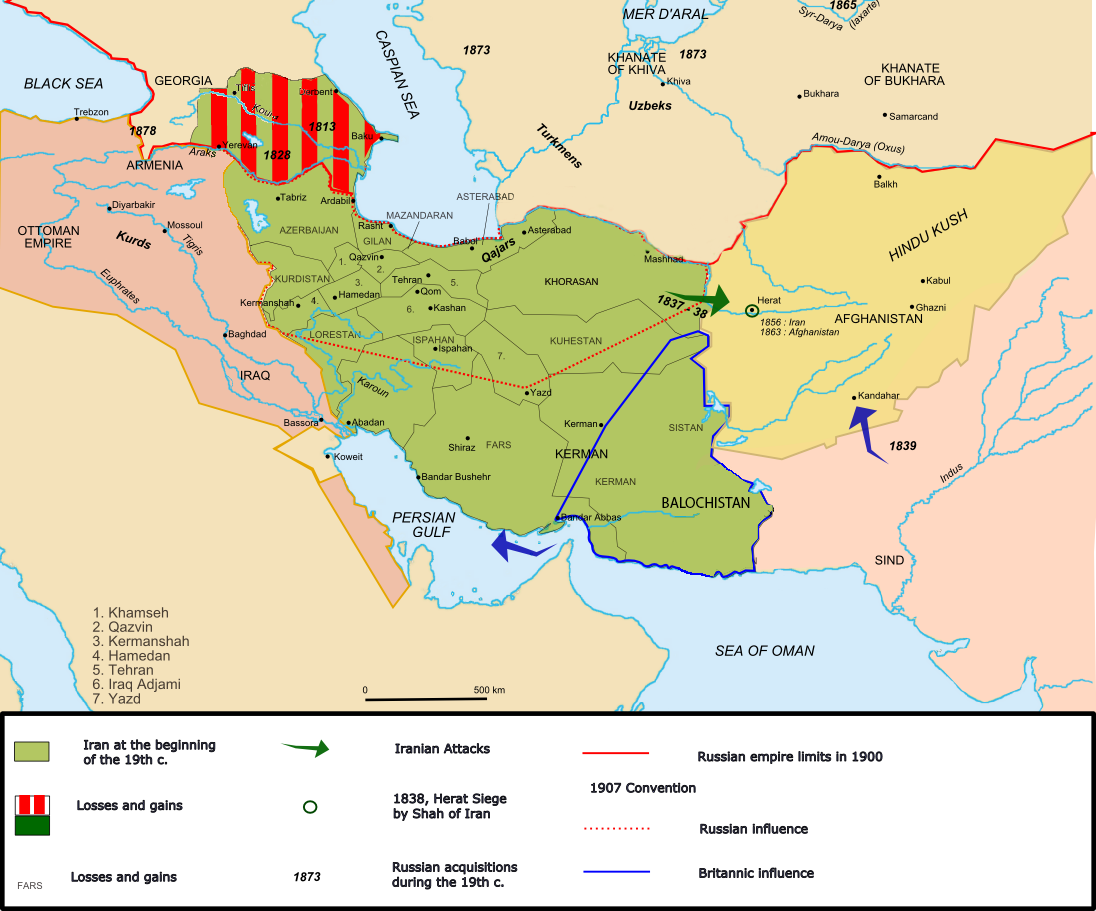
Kriege und Gebietsverlust Persiens im 19. Jahrhundert.

Fath Ali Schah und seine Nachfolger führten Persien innerhalb eines Jahrhunderts in die machtpolitische Bedeutungslosigkeit. In zwei Kriegen mit dem Russischen Reich, dem Russisch-Persischen Krieg von 1804 bis 1813 und dem Russisch-Persischen Krieg von 1826 bis 1828, verlor Persien im Frieden von Gulistan 1813 und dem Frieden von Turkmantschai 1828 den Kaukasus und Transkaspien (die Gebiete auf der asiatischen Seite des Kaspischen Meeres). Durch die Gewährung von Kapitulationsrechten an Russland verlor Persien zudem Teile seiner Souveränität und geriet in dessen wirtschaftliche und politische Abhängigkeit. Die Kriege Mohammed Schahs und Nāser ad-Din Schahs gegen Afghanistan und Großbritannien führten mit dem Frieden von Paris 1857 darüber hinaus zum Verlust des persisch dominierten Afghanistans an Großbritannien und durch die Gewährung von Kapitulationsrechten an Großbritannien auch zu einer wirtschaftlichen und politischen Abhängigkeit von Großbritannien. Wechselnde Allianzen mit Frankreich (Franko-Persische Allianz) und Großbritannien konnten den machtpolitischen Bedeutungsverlust nicht verhindern.
Ziel all dieser Kriege war die Bewahrung des politischen Einflusses von Persien durch die Rückeroberung der an das russische Reich oder Großbritannien verlorengegangenen Gebiete. Dabei überschätzten die Schahs der Kadscharen grundsätzlich ihre militärischen Möglichkeiten. Die persische Armee des 19. Jahrhunderts war weder von der Bewaffnung noch von der Ausbildung her mit europäischen Armeen zu vergleichen. Es gab keine wirkliche militärische Ausbildung mit einem Exerzierreglement. Hinzu kam die völlig unzureichende Versorgung mit Kleidung oder Nahrung. Der Sold wurde nur unregelmäßig ausbezahlt. Es fehlte an Transportmöglichkeiten für schnelle Truppenbewegungen. Es gab keine klare Hierarchie mit Aufstiegsmöglichkeiten oder eine geregelte Kommandostruktur.
Die völlige Überschätzung der eigenen Mittel und das Führen vermeidbarer Kriege ohne hinreichende Vorbereitung führten nicht nur zu massiven Gebietsverlusten, sondern zu weiteren Kriegen, die den teilweisen Verlust der staatlichen Souveränität und die wirtschaftliche und politische Abhängigkeit Persiens von Russland und Großbritannien mit sich brachten.

## Persiens Wirtschaft im 19. Jahrhundert

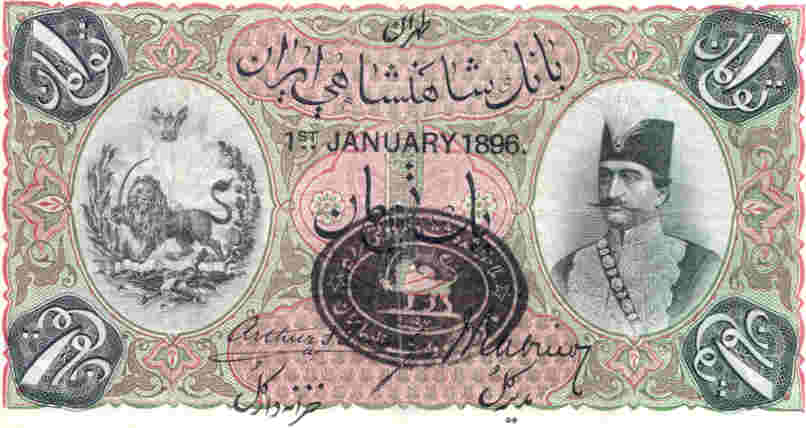
Banknote. Typisch war der Federbusch an der Kopfbedeckung der Kadscharen-Uniform

Nach der Öffnung des Landes für westliche Technologien entstand durch die verfehlte Wirtschaftspolitik der Kadscharen-Regenten eine wirtschaftliche und politische Abhängigkeit gegenüber Großbritannien und Russland, die sich noch heute in einem generellen Misstrauen vor allem gegenüber Großbritannien bemerkbar macht. Dazu gehörten die Vergabe von Konzessionen an ausländische Firmen, die Aufnahme von Krediten bei den Staatsbanken von Großbritannien und Russland zur Finanzierung der Ausgaben des Hofes und die Verpfändung von Steuern und Zöllen zur Rückzahlung der Kredite.
Die Kadscharen erteilten ab 1860 eine Konzession zum Bau eines Telegrafennetzes an England. Die Gebr. Siemens führten 1870 den Auftrag aus und bauten das Telegrafennetz auf. 
In Persien herrschte von 1870 bis 1872 eine schwere Hungersnot. 
Die Kadscharen erteilten an den englischen Baron Julius de Reuter 1872 die Monopolrechte zum Bau von Eisenbahnen, Straßenbahnen, Bergwerken, Bewässerungsanlagen, die Gründung einer Bank sowie weiterer industrieller und landwirtschaftlicher Betriebe. 
Die Schahs führten 1873 die erste Europareise durch.
Mit Hilfe österreichischer Berater wurde 1873 das Postwesen reorganisiert. 
Eine russische Gesellschaft erhielt 1879 die Konzession über Fischereirechte im Kaspischen Meer. 
Unter Leitung russischer Offiziere wurde die persische Kosakenbrigade gegründet. 
Die Schahs machten 1887 und 1889 zwei Besuche in Europa, wo sie unter anderem 1889 auf der Weltausstellung in Paris als auch in München und Berlin waren. 
An den britischen Major Talbot wurde 1890 die Konzession zum Anbau, Verkauf und Export des gesamten iranischen Tabaks verkauft. Ein Jahr später gab es eine Protestwelle dagegen, und die Konzession wurde erfolgreich boykottiert. Im Anschluss daran wurde diese zurückgenommen und der Konzessionsnehmer mit £ 500.000 entschädigt. Das Geld wurde durch ein Darlehen der britischen Staatsbank finanziert, das die ersten Auslandsschulden Irans darstellte. 
Im Jahr 1896 wurde ein Attentat auf Nāser ad-Din Schah verübt, und Mozaffar ad-Din Schah übernahm die Regentschaft. 
Belgische Zollbeamte unter M. Naus bauten 1897 ein zentralisiertes Zollerhebungssystem auf, das die Zölle nicht nur an den Grenzen, sondern auch bei den Importeuren im Lande erhob.
Zwei weitere Anleihen wurden 1900/1901 in Russland (£ 2.400.000 und £ 1.500.000) aufgenommen, insbesondere zur Finanzierung der Auslandsreisen des Schahs. Als Gegenleistung erhielt Russland die Zusage, dass Iran bis 1912 weitere Darlehen nur in Russland aufnehmen werde. Die Auslandsschulden Irans entsprachen zu diesem Zeitpunkt dem Dreifachen des Bruttoinlandsprodukts. 
Die Ölkonzession wurde an den australischen Millionär William Knox D’Arcy verkauft. 
Mit Russland schloss man 1902 ein Zollabkommen, das für wichtige russische Güter einen Vorzugszoll vorsah. 
Am 5. Juni 1906 wurde eine konstitutionellen Bewegung unter Führung Ihti´sam as-Saltana für eine verfassungsgebende Versammlung durchgesetzt. Ein Sechs-Klassen-Wahlrecht wurde eingeführt. Die Persische Verfassung trat am 30. Dezember 1906 in Kraft. Mozaffar ad-Din Schah starb im Jahre 1907. Mohammed Ali Schah übernahm die Regentschaft. 
Erste Ölquellen wurden 1908 gefunden. 
Das Parlament wurde nach einem Staatsstreich des Schahs am 23. Juni 1908 durch Russland aufgelöst. Die Anglo-Persian Oil Company (APOC) wurde 1909 gegründet. 
Am 16. Juli des gleichen Jahres wurde Mohammed Ali Schah gestürzt und flüchtete ins Exil nach Odessa. 
William Morgan Shuster (Amerikaner) wurde 1911 als Schatzkanzler eingesetzt, am 25. Dezember 1911 wurde er auf Druck Russlands abgesetzt. 
Die britische Flotte wurde 1912 von Kohle auf Öl umgerüstet, so dass das persische Öl zu einem militärstrategisch bedeutsamen Gut wurde. Die britische Regierung erwarb nach dem Ausbruch des Ersten Weltkrieges auf Betreiben Churchills die Aktienmehrheit an der Anglo-Persian Oil Company (APOC).

## Das Ende der Dynastie
Nach dem Ersten Weltkrieg (1914–1918) unterzeichneten 1919 Premierminister Hassan Vosough und zwei Minister mit Großbritannien einen Vertrag über die ausschließliche Lieferung von Waffen, Kommunikations- und Verkehrsmitteln, über eine wirtschaftliche und militärische Unterstützung durch britische Berater und Offiziere sowie über eine Anleihe von 2 Millionen £. Dieser Vertrag, der Persien faktisch zu einem britischen Protektorat gemacht hätte, wurde vom iranischen Parlament nie ratifiziert. Vosough trat 1920 zurück.
Am 21. Februar 1921 kam es zu einem Staatsstreich durch Seyyed Zia al Din Tabatabai und Reza Khan, der Kriegsminister wurde. Ab 1922 wurde mit amerikanischer Hilfe die Reform des Finanzwesens unter Arthur Millspaugh, der bis 1927 im Amt war, durchgeführt. Damit verfügte der persische Staat erstmals in seiner jüngeren Geschichte über stabile Finanzen, mit denen der wirtschaftliche und politische Aufbau eines modernen iranischen Nationalstaats in Angriff genommen werden konnte. Am 26. Oktober 1923 verließ Ahmad Schah Kadschar Persien und starb 1930 in Paris. Reza Khan wurde Premierminister. Ein staatliches Monopol auf Zucker und Tee sowie eine Tabak- und Zündholzsteuer wurden 1925 eingeführt.
Am 31. Oktober 1925 wurde Ahmad-Mirza Schah, der letzte Kadscharenherrscher, bei nur vier Gegenstimmen, darunter die von Mohammad Mossadegh, vom iranischen Parlament abgesetzt. Reza Khan wurde durch das Parlament am 12. Dezember 1925 zum Schah (Reza Schah Pahlavi) bestimmt und damit die Pahlavidynastie begründet.

## Bekannte Mitglieder der Kadscharenfamilien
- Gholam Hossein Banan (* Mai 1911; † 27. Februar 1986), Nachkomme von Mohammed Schah
- Soleiman Mohsen Eskandari, Nachkomme von Abbas Mirza
- Abdol Hossein Mirza Farmanfarma (1857–1939), Enkel von Abbas Mirza
- Mohammad Mossadegh (* 16. Juni 1882; † 5. März 1967) Urenkel von Abbas Mirza
- Nader Naderpour (* 6. Juni 1929; † 18. Februar 2000), Nachkomme von Mohammad Ali Mirza Dolatshah
- Shahrnush Parsipur (* 17. Februar 1946), Nachkomme von Abbas Mirza
- Sarah Shahi (* 10. Januar 1980), Nachkomme von Fath Ali Schah
- Togrul Schachtachtinski (* 22. Oktober 1925; † 8. Oktober 2010) Urenkel von Bahman Mirza Qajar

## Titel
Die Kadscharen führten eine Vielzahl von Titeln, die zum großen Teil als Namensbestandteil verwendet wurden. Die folgende Liste enthält einige Titel und ihre Bedeutung:
- Schah = Herrscher
- Malekeh = Königin
- Soltan = Herrscher
- Padeschah = König, Herrscher
- Schahanschah = König der Könige = „Kaiser“
- Mahd-e-‘Oliyā = Königin-Mutter
- Malekeh-Dschahān = Königin der Welt, Königin-Mutter
- A‘lā Hazrat = Seine Majestät (bezogen auf den Herrscher)
- ‘Oliyā Hazrat = Ihre Majestät (bezogen auf die Königin)
- Khan = (mongol.) Fürst, Anführer
- Schahzadeh = Prinz
- Bānū = Dame
- Mirza = Sohn eines Prinzen (Abkürzung von Amirzadeh)
- Nayeb-Saltaneh = Kronprinz
- Valiahd = Kronprinz
- Atabak = Titel des Premierministers
- Zello'llāh = (arab.) Schatten Gottes
- Nosrat-e Dowleh = Sieger der Regierung
- Farman-Farma = Kommandeur der Kommandeure (farman = Dekret)
- -dowleh (Namenssuffix) = von der Regierung (dowlat = Regierung)
- -saltaneh (Namenssuffix) = von der Monarchie (saltanat = Monarchie)
- -soltan (Namenssuffix) = Monarch, Herrscher
- -molk (Namenssuffix) = Königreich
- Malek- (Namenspräfix) = vom König
- Sardaar- (Namenspräfix) = Anführer der …
- Sardaar-e A‘zam = Oberbefehlshaber
- Sepah-Salar = Oberbefehlshaber der Armee